# كولن تان
كولن تان (بالإنجليزية: Colin Tan)‏ هو رائد أعمال سنغافوري، ولد في 13 يوليو 1977 في سنغافورة.